# Донелсон (Ајова)
Донелсон (енгл. Donnellson) град је у америчкој савезној држави Ајова. По попису становништва из 2010. у њему је живело 912 становника.

## Демографија
Према попису становништва из 2010. у граду је живело 912 становника, што је -51 (-5.3%) становника више него 2000. године.
| Група             | 2000.       | 2010.       |
| Белци             | 944 (98,0%) | 899 (98,6%) |
| Афроамериканци    | 2 (0,2%)    | 1 (0,1%)    |
| Азијати           | 3 (0,3%)    | 2 (0,2%)    |
| Хиспаноамериканци | 9 (0,9%)    | 4 (0,4%)    |
| Укупно            | 963         | 912         |